# Christopher Rich

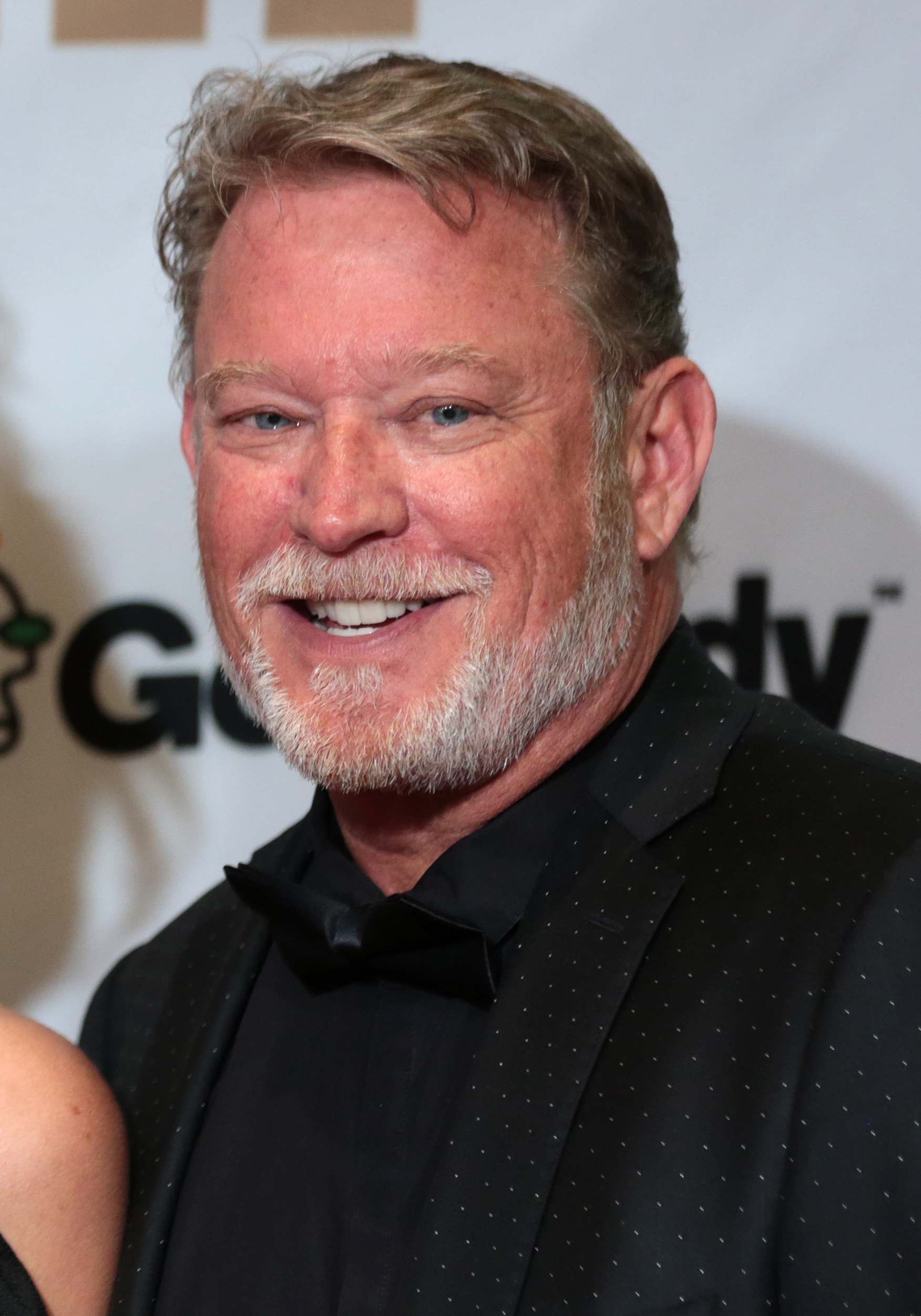
Christopher Rich, 2017

Christopher Rich Wilson (* 16. September 1953 in Dallas, Texas) ist ein US-amerikanischer Schauspieler, der im deutschsprachigen Raum vor allem durch seine Rolle als Brock Hart in der US-Fernsehserie Reba bekannt wurde.

## Karriere
Christopher Rich, der oftmals unter seinem Spitznamen Chris Rich im Abspann von Filmen und Serien, in denen er mitgespielt hat, erscheint, besuchte in seiner Jugend eine High School in der Rio-Grande-Valley-Gegend im Süden von Texas. Dort wurde er von einem Lehrer zur Schauspielerei gebracht und besuchte nach der High-School-Zeit die University of Texas, von der er nur kurz darauf an die Cornell University nach Ithaca, NY wechselte und sein dortiges Studium mit einem Master-Titel in Theaterwissenschaft abschloss.
Am New Yorker Broadway sammelte er beim Theaterstück Die Bakchen, wo er die Rolle des Dionysos übernahm, erste schauspielerische Erfahrung. Daneben war Rich auch in mehreren regionalen Theaterproduktionen zu sehen und meldete sich im Jahre 1981 zu einem Vorsprechen bei den Produzenten der Fernsehserie Another World an, wo er letztendlich auch überzeugen konnte und ins Team aufgenommen wurde. In der langlebigen Serie kam er ab dem Jahre 1981 zu vier Auftritten, wo er bis 1985 den Charakter Alexander „Sandy“ Cory mimte und war zudem im Jahre 1999 in der 8891sten und damit letzten Folge der von 1964 bis 1999 produzierten Serie zu sehen.
Kurz danach zog er nach Los Angeles an die Westküste der USA, wo er vor allem in Serien, wie The Charmings, Murphy Brown oder The George Carlin Show zu einer Reihe von Auftritten kam. Nebenbei war Chris Rich allerdings auch in anderen Produktionen zu sehen, wo er allerdings oftmals nur in ein oder zwei Folgen mitspielte. Zu seinem ersten Filmauftritt kam Rich im Jahre 1983 im Film The First Time, wo er allerdings nur zu einer sehr kleinen Rolle kam. Zu größeren Rollen kam er in Filmen wie New-York-Odyssee (1989; zusammen mit Amanda Plummer), Flug durch die Hölle (1990) oder Töchter des Himmels (1993).
Weiters kam Christopher Rich in zahlreichen Fernsehserien zu Kurzauftritten. Zu den Bekanntesten zählen Baywatch (1989; 1 Folge), Die Nanny (1995; 1 Folge), Nash Bridges (1996–1998; 3 Folgen), Susan (1998; 2 Folgen), Sabrina – Total Verhext! (1999; 1 Folge), Emergency Room – Die Notaufnahme (2000; 1 Folge), Boston Legal (2005–2008; 6 Folgen), Desperate Housewives (2009–2010; 2 Folgen), CSI: Den Tätern auf der Spur und Melissa & Joey, wo er im Jahre 2009 ebenfalls in einer Folge zu einem Kurzauftritt kam.
Im Spielfilm Der beste Spieler weit und breit – Sein höchster Einsatz traf er im Jahre 1991 zum ersten Mal auf seine Schauspielerkollegin Reba McEntire, mit der er von 2001 bis 2007 in der US-Erfolgsserie Reba als Rebas Ex-Ehemann Brock Hart auftrat und dabei mit 116 Auftritten eine der Hauptrollen spielte. Einzig und allein Reba McEntire, sowie Joanna García, die in der Serie die Tochter von Reba und Brock mimt, kamen mit 125 Auftritten zu mehr Darbietungen. Bei der Serie Reba war er neben seiner schauspielerischen Tätigkeit auch bei sechs Folgen als Regisseur aktiv.

## Familie/Privates
Von 1982 bis 1996 war Christopher Rich mit Nancy Frangione, ebenfalls eine Schauspielerin, verheiratet. Zusammen haben die beiden eine Tochter, Mariel Rich (* 1991/92). Bald darauf lernte er seine jetzige Frau, Eva Halina, kennen, mit der er aktuell in Los Angeles lebt. Mit der gebürtigen Polin, die im Jahre 1990 in die Vereinigten Staaten auswanderte, hat er die Zwillingstöchter Lily Hannah und Daisy Grace, die am 30. April 2004 geboren wurden. Eva Halina, die im Jahre 1980 an den Olympischen Sommerspielen in Moskau teilnahm und nach einer schwerwiegenden Knieverletzung ihre Karriere als Turnerin beenden musste, war danach kurze Zeit als Trapez-Artistin mit Zirkus Julinek in Osteuropa unterwegs und begann danach eine Karriere als Model. Im Jahre 1985 wurde sie schließlich zur Miss Polen gekürt. Nachdem sie im Jahre 1990 in die Vereinigten Staaten ausgewandert war, kam sie ab Mitte der 1990er-Jahre auch zu einigen Kurzauftritten im Fernsehen.
Zu seinen Hobbys zählt das Sammeln von erlesenen Weinen, der Golfsport sowie das Sammeln und Lesen von Büchern.

## Filmografie als Darsteller

### Serienauftritte und Filmauftritte (auch Kurzauftritte)
- 1983: The First Time
- 1985: The Recovery Room
- 1987–1988: The Charmings (19 Folgen)
- 1989: New-York-Odyssee (Prisoners of Inertia)
- 1989–1997: Murphy Brown (22 Folgen)
- 1990: Drei Frauen für Archie (Archie: To Riverdale and Back Again)
- 1990: Tödlicher Schnee (In the Line of Duty: A Cop for the Killing)
- 1990: Flug durch die Hölle (Flight of the Intruder)
- 1991: Mord in der Dämmerung (In the Line of Duty: Manhunt in the Dakotas) (hierbei war er auch als Produzent tätig)
- 1991: Der beste Spieler weit und breit – Sein höchster Einsatz (The Gambler Returns: The Luck of the Draw)
- 1993: Töchter des Himmels (The Joy Luck Club)
- 1994: The George Carlin Show (11 Folgen)
- 1997: Critics and Other Freaks
- 2000: Going Home
- 2001–2007: Reba (116 Folgen; davon war er bei sechs Folgen auch als Regisseur tätig)
- 2003: Seventh Veil

### Gast- und Kurzauftritte in Serien
- 1981–1985+1999: Another World (unbekannte Anzahl an Folgen)
- 1987: Sweet Surrender (1 Folge)
- 1989: Hound Town (Sprechrolle)
- 1989: Baywatch – Die Rettungsschwimmer von Malibu (Baywatch) (1 Folge)
- 1990: Harry’s Nest (Empty Nest) (1 Folge)
- 1990: Junge Schicksale (ABC Afterschool Specials) (1 Folge)
- 1990: Married People (1 Folge)
- 1991: Babes (1 Folge)
- 1992: Sibs (4 Folgen)
- 1993: Alle meine Kinder (The Torkelsons/Almost Home) (1 Folge)
- 1993: Dream On (1 Folge)
- 1993: Die Abenteuer des Brisco County jr. (The Adventures of Brisco County Jr.) (1 Folge)
- 1994: Babylon 5 (1 Folge)
- 1995: Die Nanny (The Nanny) (1 Folge)
- 1995: Der Klient (The Client) (1 Folge)
- 1996: Das Seattle Duo (Mr. & Mrs. Smith) (1 Folge)
- 1996: Renegade – Gnadenlose Jagd (Renegade) (1 Folge)
- 1996: The Louie Show (1 Folge)
- 1996: Silver Girls (Hope and Gloria) (1 Folge)
- 1996–1998: Nash Bridges (3 Folgen)
- 1998: Susan (Suddenly Susan) (2 Folgen)
- 1998: Carol läßt nicht locker (Alright Already) (2 Folgen)
- 1998: Ein Vater zum Küssen (The Tony Danza Show) (1 Folge)
- 1999: The Love Boat: The Next Wave (1 Folge)
- 1999: Sabrina – Total Verhext! (Sabrina, the Teenage Witch) (1 Folge)
- 2000: Emergency Room – Die Notaufnahme (ER) (1 Folge)
- 2001: Die einsamen Schützen (The Lone Gunmen) (1 Folge)
- 2005–2008: Boston Legal (6 Folgen)
- 2007: The Wedding Bells (1 Folge)
- 2009: CSI: Den Tätern auf der Spur (CSI: Crime Scene Investigation) (1 Folge)
- 2009–2010: Desperate Housewives (2 Folgen)
- 2010–2015: Melissa & Joey (1 Folge)